# 岡田貴善
岡田 貴善（おかだ たかよし、1985年12月19日 - ）は、日本の俳優。群馬県出身。元ジャパンアクションエンタープライズ所属。

## 出演

### テレビドラマ
- run for money 逃走中 日本昔話（2010年6月27日、フジテレビ）兵士 役
- SPEC〜警視庁公安部公安第五課 未詳事件特別対策係事件簿〜（2010年10月8日 - 12月17日、TBS）
- 戦国★男士（2011年10月1日 - 2012年3月24日、テレビ神奈川 他）不良 役

### 特撮テレビドラマ
- 仮面ライダーシリーズ（テレビ朝日）
  - 仮面ライダーキバ（2008年 - 2009年）
  - 仮面ライダーディケイド（2009年）
  - 仮面ライダーW（2009年 - 2010年）
  - 仮面ライダーオーズ/OOO（2010年 - 2011年）
  - 仮面ライダーフォーゼ（2011年 - 2012年）
  - 仮面ライダーウィザード（2012年 - 2013年）木崎部下、グール
- スーパー戦隊シリーズ（テレビ朝日）
  - 炎神戦隊ゴーオンジャー（2008年 - 2009年）
  - 侍戦隊シンケンジャー（2009年 - 2010年）
  - 天装戦隊ゴセイジャー（2010年 - 2011年）
  - 海賊戦隊ゴーカイジャー（2011年 - 2012年）
  - 特命戦隊ゴーバスターズ（2012年 - 2013年）

### 映画
- エイトレンジャー∞（2012年）テロリスト 役
- 海賊戦隊ゴーカイジャーVS宇宙刑事ギャバン THE MOVIE（2012年）
- 仮面ライダー×スーパー戦隊 スーパーヒーロー大戦（2012年）
- 仮面ライダーシリーズ
  - 劇場版 さらば仮面ライダー電王 ファイナル・カウントダウン（2008年）
  - 劇場版 仮面ライダーディケイド オールライダー対大ショッカー（2009年）[注釈 1]
  - 劇場版 仮面ライダー×仮面ライダー W&ディケイド MOVIE大戦2010（2009年）[注釈 1]
  - 仮面ライダー×仮面ライダー×仮面ライダー THE MOVIE 超・電王トリロジー（2010年）[注釈 1]
    - EPISODE BLUE 派遣イマジンはNEWトラル
    - EPISODE YELLOW お宝DEエンド・パイレーツ

  - 仮面ライダーW FOREVER AtoZ/運命のガイアメモリ（2010年）
  - 劇場版 仮面ライダーオーズ WONDERFUL 将軍と21のコアメダル（2011年）
  - 仮面ライダー×仮面ライダー フォーゼ&オーズ MOVIE大戦MEGA MAX（2011年）
  - 仮面ライダーフォーゼ THE MOVIE みんなで宇宙キターッ!（2012年）
  - 仮面ライダー×仮面ライダー ウィザード&フォーゼ MOVIE大戦アルティメイタム（2012年）
- スーパー戦隊シリーズ
  - 劇場版 炎神戦隊ゴーオンジャーVSゲキレンジャー（2009年）
  - 侍戦隊シンケンジャー 銀幕版 天下分け目の戦（2009年）
  - 侍戦隊シンケンジャーVSゴーオンジャー 銀幕BANG!!（2010年）
  - 天装戦隊ゴセイジャー エピックON THEムービー（2010年）
  - 天装戦隊ゴセイジャーVSシンケンジャー エピックon銀幕（2011年）
  - ゴーカイジャー ゴセイジャー スーパー戦隊199ヒーロー大決戦（2011年）
  - 海賊戦隊ゴーカイジャー THE MOVIE 空飛ぶ幽霊船（2011年）
  - 特命戦隊ゴーバスターズVS海賊戦隊ゴーカイジャー THE MOVIE（2013年）

### オリジナルビデオ
- 仮面ライダーW RETURNS 仮面ライダーアクセル（2011年）[注釈 1]

### ネットムービー
- ネット版 オーズ・電王・オールライダー レッツゴー仮面ライダー 〜ガチで探せ！君だけのライダー48〜（2011年）
- ネット版 仮面ライダー×スーパー戦隊 スーパーヒーロー大変 〜犯人はダレだ?!〜（2012年）

### 舞台
- Endless SHOCK 2009（2009年2月5日 - 3月30日、帝国劇場）アンサンブル
- 戦国BASARA（2009年、池袋サンシャイン劇場）兵士 役
- ミュージカル「忍たま乱太郎」（2010年 - 2011年、シアターGロッソ）セーフティー
- 忍術武芸帳（2011年、花やしき）爪牙 役

#### 戦隊ショー
- 炎神戦隊ゴーオンジャー
  - 「天空の戦士！ゴーオンウイングス登場！！」
  - 「最強パワー炸裂！LETS GO-ON！！」
- 侍戦隊シンケンジャー セーフティー
  - 「シンケンゴールド見参！海中決戦之幕」
  - 「スーパーシンケンジャー見参！真侍技之幕」
  - 「モヂカラ集結!!最終決戦之幕」
- 天装戦隊ゴセイジャー
  - 「天装戦隊ゴセイジャー シアターGロッソに現る！！」
  - 「ゴセイナイト降臨！正義のパワー天装！！」
  - 「激突！ゴセイジャーVSダークゴセイジャー」
  - 「護星天使降臨！奇跡のラストターン」

### イベント
- JAEスペシャルイベント 俺たち参上!!（2009年、シアターGロッソ）セーフティー
- 京楽 特別先行展示会（2011年、両国国技館）カラミ